# Karibi Professzionális Labdarúgóliga
A Karibi Professzionális Labdarúgóliga (angolul: Caribbean Professional Football League) egy a CFU által kiírt nemzetközi labdarúgó-kupasorozat volt, amit 1992 és 1995 között rendeztek a karib-térség klubcsapatai számára .

## Részt vevő klubok
| 1992                                                                                                | 1993 | 1994 | 1995 |
| --------------------------------------------------------------------------------------------------- | --- | --- | --- |
| - All Stars - Hairoun Lions - Kingston Lions - St. Clair Coaching School - TRI & TRI Hawks - Wavers | - Kingston Lions - Malta Carib Alcons - Panthers - R.E. Walker Nationals - St. Clair Coaching School - TRI and TRI Hawks | - Caledonia AIA - Cornwall County Lions - Georgetown Cobras - Hairoun Lions - Lambada - Harbour View - TRI Young Pros - Trinity Professionals | - Boyo Stars - Caledonia AIA - Cornwall County Lions - Georgetown Cobras - Hairoun Lions - Harbour View - Lambada - Riverplate - Scarborough Young Pros - Spice Nationals - Trinity Professionals - Wadadli Deers |

## Korábbi győztesek
| Év                                   | Győztes                              | 2. helyezett                         | 3. helyezett                         | 4. helyezett                         |                                      |
| Karibi Professzionális Labdarúgóliga | Karibi Professzionális Labdarúgóliga | Karibi Professzionális Labdarúgóliga | Karibi Professzionális Labdarúgóliga | Karibi Professzionális Labdarúgóliga | Karibi Professzionális Labdarúgóliga |
| ------------------------------------ | ------------------------------------ | ------------------------------------ | ------------------------------------ | ------------------------------------ | ------------------------------------ |
| 1992                                 | Trinidad and Tobago Hawks            | Kingston Lions                       |                                      |                                      |                                      |
| 1993                                 | Malta Carib Alcons                   | Panthers                             | RE Walker Nationals                  | St. Clair                            |                                      |
| 1994                                 | Trinity Professionals                | Cornwall County Lions                |                                      |                                      |                                      |